# Stretch four

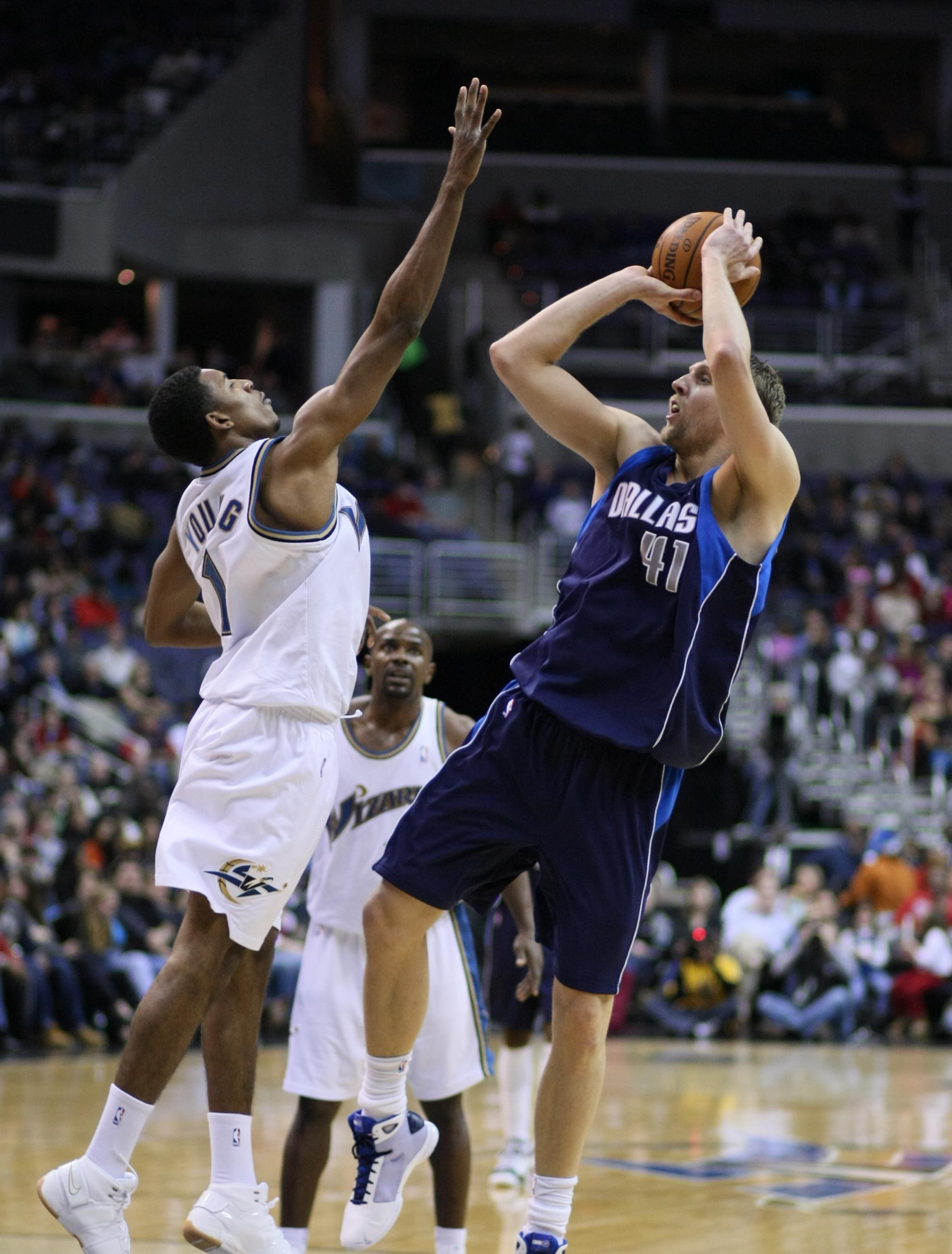
Dirk Nowitzki, photographié en 2008, bien connu pour son tir extérieur efficace tout en étant un joueur taillé pour la raquette (2,13 m)

Au basket-ball, un stretch four (parfois appelé un stretch big) est un ailier fort qui a la capacité de tirer au panier depuis le périmètre et ce plus efficacement qu'un intérieur conventionnel. Si le "four" est relatif à la position d'ailier fort sur le terrain, la terminologie « stretch » (étirer en anglais) fait référence à l'effet qu'un tel joueur à sur les défenses adverses. Le concept de stretch four est une innovation assez récente dans la NBA (avec une « explosion »  du nombre de joueurs de ce type depuis la saison 1999-2000), mais est de plus en plus courant eu égard à la démocratisation de la tactique small-ball désormais appliquée par de nombreux entraîneurs en NBA.

## Style de jeu
Les ailiers forts (AF) jouent traditionnellement près du panier, en mobilisant leur taille et leur force pour défendre à l'intérieur de la raquette, pour poster (marquer près du panier) et prendre des rebonds. En ce qui concerne le stretch four, il a les mensurations d'un ailier fort mais possède une adresse au tir supérieure (en particulier à trois points ), et qui peut donc facilement développer son basket à distance du panier. Tout en utilisant ces compétences spécifiques en attaque, le joueur conserve la capacité de défendre l’attaquant adverse.
Tactiquement les stretch fours permettent d'« étirer » les défense adverses. Leur capacité caractéristique à marquer avec un pourcentage élevé au tir à trois points  provoque des problèmes défensifs pour l'équipe adverse. En effet un marquage serré sur le stretch four qui dézone implique que, en cas de marquage individuel, le défenseur intérieur adverse s'écarte du poste bas et libère de facto de l'espace dans la raquette ce qui ouvre des possibilités de pénétration ou de passes exploitables par les coéquipiers. Défensivement, cette évolution implique que le joueur intérieur doit aussi être capable de défendre sur un vis-à-vis plus mobile et plus uniquement sur une traditionnelle phase de jeu au poste plus statique.
Les joueurs qui ont le même style de jeu que les stretch fours mais qui jouent au poste 5 (pivots) sont appelés stretch fives.